# Аглопорит
Аглопори́т (рос. аглопорит, англ. aggloporite, нім. Aggloporit) — штучний пористий заповнювач з щебеню і гравію для легких бетонів.

## Опис
Одержують термічною обробкою шихти з глинистих порід або з відходів видобутку, збагачення, спалювання вугілля (пустої породи, шлаків, золи виносу тощо). Одержаний після термообробки продукт дроблять і розсіюють на фракції заданої крупності.

Схема технологічного процесу виробництва аглопориту (рис. ) складається з підготовчих, основних і заключних операцій.
Підготовчі операції включають акумулювання і дозування відходів вуглезбагачення, їхнє дроблення до крупності 2,5 мм, змішування дробленої породи з домішками вугілля, глинистої породи і провалу (провал колосникової решітки агломераційної машини), грануляція отриманої суміші.
Основні операції передбачають власне процес випалу гранул на колосниковій решітці агломераційної машини і очистку запилених горючих газів, які просмоктуються скрізь шар шихти на агломераційній стрічці під дією вакууму, що створюється димососами. Запалювання вихідного матеріалу на початку агломераційної стрічки здійснюється за допомогою горна, в якому використовується рідке або газоподібне паливо.
Заключними операціями є охолодження аглопориту, класифікація частинок за крупністю 20 або 40 мм, дроблення більш крупних грудок і класифікація на сорти. Охолодження аглопориту здійснюється безпосередньо на в кінці агломераційної стрічки зрошенням водою або у спеціальному охолоджуючому пристрої. Отриманий аглопорит класифікують на фракції 20 – 40; 10 – 20; 5 – 10 і 0 – 5 мм.

## Характеристики
Густина аглопоритового щебеню складає 400 – 800 кг/м3, піску 600 – 800 кг/м3; міцність аглопоритового щебеню 0,6 – 3,6 МПа. 

## Використання
При нормальній витраті цементу і використанні аглопоритових матеріалів з відходів вуглезбагачення можна виробляти легкі бетони густиною 1080 – 1470 кг/м3 марок 100 і 400. Такі бетони придатні для виготовлення усієї номенклатури виробів для сільськогосподарського, житлового і промислового будівництва. Аглопорит може застосовуватись також як теплоізоляційна засипка покрівельних перекриттів будов, теплокомунікацій і т. ін.

## Аглопоритобетон
Аглопоритобетон — бетон, у якому заповнювачем є аглопорит, а в'яжучим — цемент; вид легкого бетону. Об'ємна маса А. 1400 - 1800 кг/м³, міцність на стиск 5-20 МПа (50 - 200 кгс/см²), коефіцієнт теплопровідності 0,52 - 0,7 вт/(м·К), або 0,45 - 0,6 ккал/(м·х·година·°С). Використовується для виготовлення огороджувальних конструкцій житлових та промислових споруд.